# 22e gala Québec Cinéma
Le 22e gala Québec Cinéma, récompensant les films québécois sortis en 2019, initialement prévu le 7 juin 2020 à la Maison de Radio-Canada a été reporté à cause de la pandémie de Covid-19.
Un gala virtuel a lieu le 10 juin 2020 à 19 h avec Élise Guilbault, Guillaume Lambert et Mani Soleymanlou. Les 24 trophées Iris sont remis, diffusé sur la plateforme de ICI Radio-Canada Télé et d'ARTV, ainsi que sur les pages Facebook de Québec Cinéma et ICI Radio-Canada Télé.

## Description
Le film Antigone de Sophie Deraspe remporte six prix dont le prix du meilleur film, le prix de la meilleure réalisation, le prix du meilleur scénario et le prix de la révélation de l'année.

## Palmarès
Les lauréats sont indiqués ci-dessous en gras.

### Meilleur film
- Antigone de Sophie Deraspe
- Fabuleuses de Mélanie Charbonneau
- Il pleuvait des oiseaux de Louise Archambault
- Jeune Juliette de Anne Émond
- Kuessipan de Myriam Verreault
- La Femme de mon frère de Monia Chokri
- Mafia Inc. de Daniel Grou

### Meilleure réalisation
- Sophie Deraspe pour Antigone
- Guillaume de Fontenay pour Sympathie pour le diable
- Matthew Rankin pour Le Vingtième Siècle
- Monia Chokri pour La Femme de mon frère
- Myriam Verreault pour Kuessipan

### Meilleur scénario
- Sophie Deraspe pour Antigone

### Meilleur premier film
- Sympathie pour le diable de Guillaume de Fontenay
- Le vingtième siècle de Matthew Rankin
- Mad Dog Labine (en) Jonathan Beaulieu-Cyr et Renaud Lessard

### Meilleure interprétation féminine dans un premier rôle
- Andrée Lachapelle pour Il pleuvait des oiseaux
- Anne Dorval pour 14 jours 12 nuits
- Anne-Élisabeth Bossé pour La Femme de mon frère
- Léane Labrèche-Dor pour Le Rire
- Noémie O'Farrell pour Fabuleuses

### Meilleure interprétation masculine dans un premier rôle
- Gilbert Sicotte pour Il pleuvait des oiseaux
- Marc-André Grondin pour Mafia Inc.
- Niels Schneider pour Sympathie pour le diable
- Patrick Hivon pour La Femme de mon frère
- Robin Aubert pour Jeune Juliette

### Meilleure interprétation féminine dans un rôle de soutien
- Micheline Bernard pour Matthias et Maxime
- Ève Landry pour Il pleuvait des oiseaux
- Geneviève Schmidt pour Menteur
- Juliette Gosselin pour Fabuleuses
- Micheline Lanctôt pour Le Rire

### Meilleure interprétation masculine dans un rôle de soutien
- Sergio Castellitto pour Mafia Inc.
- Pier-Luc Funk pour Matthias et Maxime
- Robin Aubert pour Merci pour tout
- Rémy Girard pour Il pleuvait des oiseaux
- Sasson Gabai pour La Femme de mon frère

### Révélation de l'année
- Nahéma Ricci pour Antigone
- Alexane Jamieson pour Jeune Juliette
- Catherine Chabot pour Menteur
- Lilou Roy-Lanouette pour Jouliks
- Sharon Fontaine-Ishpatao pour Kuessipan

### Meilleure distribution des rôles
- Sophie Deraspe, Isabelle Couture, Pierre Pageau and Daniel Poisson pour Antigone

### Meilleure direction artistique
- Dany Boivin pour Le Vingtième Siècle
  - Éric Barbeau pour La Femme de mon frère

### Meilleure direction de la photographie
- Yves Bélanger pour 14 jours, 12 nuits
  - Nicolas Canniccioni (en) pour Kuessipan
  - Josée Deshaies pour La Femme de mon frère
  - Mathieu Laverdière (en) pour Il pleuvait des oiseaux
  - André Turpin pour Matthias et Maxime

### Meilleur son
- Sylvain Bellemare, Jocelyn Caron et Bernard Gariépy Strobl pour Sympathie pour le diable

### Meilleur montage
- Geoffrey Boulangé et Sophie Deraspe pour Antigone
  - Monia Chokri et Justine Gauthier pour La Femme de mon frère

### Meilleure musique originale
- Jean-Michel Blais pour Matthias et Maxime
  - Andréa Bélanger et David Ratté pour Il pleuvait des oiseaux
  - Howard Shore pour The Song of Names
  - Jean Massicotte et Jad Orphée Chami pour Antigone
  - Peter Venne et Christophe Lamarche-Ledoux pour Le Vingtième Siècle

### Meilleurs costumes
- Patricia McNeil (en) pour Le Vingtième Siècle
  - Patricia McNeil (en) pour La Femme de mon frère
  - Caroline Poirier pour Il pleuvait des oiseaux
  - Ginette Magny pour Jouliks
  - Valérie Lévesque pour Mafia Inc.

### Meilleur maquillage
- Adriana Verbert pour Le Vingtième Siècle

### Meilleure coiffure
- Nermin Grbic pour Le Vingtième Siècle

### Meilleurs effets spéciaux
- Benoît Brière, Louis-Philippe Clavet et Kinga Sabela pour Sympathie pour le diable

### Film s'étant le plus illustré hors du Québec
- Matthias et Maxime de Xavier Dolan
  - La Femme de mon frère

### Prix public
- Il pleuvait des oiseaux de Louise Archambault
  - La Femme de mon frère

### Iris Hommage
- Alanis Obomsawin[3]

## Statistiques

### Nominations multiples
11 : La Femme de mon frère

### Récompenses multiples
6 : Antigone
4 : Le Vingtième Siècle
3 : Il pleuvait des oiseaux
3 : Matthias et Maxime
3 : Sympathie pour le diable